# Хармсдорф (Лауэнбург)
Хармсдорф (нем. Harmsdorf) — община в Германии, в земле Шлезвиг-Гольштейн.
Входит в состав района Герцогство Лауэнбург. Подчиняется управлению Лауэнбургише Зеен. Население составляет 284 человека (на 31 декабря 2010 года). Занимает площадь 3,57 км².